# Fridolf Linder
Fridolf Linder, född 6 januari 1823 i Svartå, död där 23 maj 1896, var en finländsk bruksägare. Han var kusin till Constantin och Ernst Linder. 
Linder övertog 1863 förvaltningen av Svartå bruk med underliggande egendomar i Karis socken. Han präglades av försiktighet som företagsledare och undvek att göra stora investeringar i järnhanteringen, men satsade i stället mycket på jordbruket och vissa binäringar. I motsats till kusinen Ernst var han konservativ och mycket kejsarvänlig; han spelade en stor roll vid Hyvingebanans tillkomst och dragning 1873 samt deltog livligt i ångbåtstrafikens utveckling. När kommunalförvaltningen infördes 1865 genomdrev Linder att bruket med omgivningar från och med 1868 utgjorde en egen kommun, över vilken han kunde styra med diktatorisk myndighet; med bruksbor, torpare och landbönder uppgick hans underlydande till omkring 800 personer. Han tilldelades lantbruksråds titel 1861 och blev kammarherre 1876. Efter hans död övergick egendomarna till Hjalmar Linder.